# Fingolimod
Fingolimod es un fármaco inmunomodulador que se emplea en el tratamiento de la esclerosis múltiple. Originalmente poseía el nombre código FTY720. Es un análogo de la esfingosina que actúa reteniendo los linfocitos en el interior de los ganglios linfáticos, disminuyendo la presencia de linfocitos reactivos en el cerebro y la médula espinal, evitando el daño inflamatorio que causan en la esclerosis múltiple. Es un agonista del receptor 1-fosfato de esfingosina.
Su empleo fue aprobado por la FDA de Estados Unidos el 21 de septiembre de 2010 y por la Agencia Europea de Medicamentos en marzo de 2011.

## Indicaciones
Está indicada su utilización cuando la esclerosis múltiple es grave con evolución rápida, o en las formas recurrentes de la enfermedad.

## Mecanismo de acción
Actúa a través de un «alojamiento de linfocitos». Secuestra de manera específica y reversible linfocitos del hospedador en ganglios linfáticos y placas de Peyer y, en consecuencia, lejos de la circulación. Ello protege al injerto del ataque mediado por células T. No deteriora las funciones de las células T o B. Es fosforilado por la cinasa-2 de esfingosina y el producto Fingolimod-fosfato es un agonista potente de receptores S1P. La alteración del tránsito de linfocitos inducida por FTY720 resulta claramente de su efecto en receptores S1P.

## Efectos secundarios
Los efectos secundarios más frecuentes asociados a la utilización del fármaco son: Dolor de cabeza, diarrea, síntomas similares a los que produce la gripe, toxicidad hepática y tos. También se ha observado la aparición de herpes, bronquitis, gastroenteritis, sinusitis, visión borrosa, edema macular, bloqueo auriculoventricular, disminución de leucocitos en sangre (leucopenia), cansancio y perdida de peso. Se han notificado algunos casos de efectos secundarios graves, incluso mortales.